# Nosilna zmogljivost
Nosilna zmogljivost (angleško carrying capacity) predstavlja največje število ljudi, ki lahko hkrati obiščejo turistično destinacijo, ne da bi pri tem uničili fizično, gospodarsko, družbeno-kulturno okolje in nesprejemljivo zmanjšanje kakovosti zadovoljstva obiskovalcev.
Meritve nosilne zmogljivosti so bile najprej uporabljene kot način določanja optimalnih stopenj zalogov v kmetijstvu. Poleg tega so bile meritve nosilne zmogljivosti uporabljene na področjih, kot so ekologija, biologija in študije prebivalstva. V študijah živinoreje je bila nosilnost opredeljena kot največje število pašnih živali, ki bi lahko izkoristile določeno območje, ta tradicija, ki temelji na naravnih virih (Saarninen 2006), pa je nosila številne študije v turizmu, ki so želele doseči enotno, idealno število turistov, ki lahko izkoristijo turistični vir na kateri koli točki z uporabo različnih "znanstvenih" metod.
V nasprotju s trajnostnim turizmom, ki si dejavno prizadeva za povezavo med lokalnim in globalnim, se meritve nosilne zmogljivosti osredotočajo na lokalne dejavnike pri ocenjevanju omejitev za razvoj turizma ali turistične uporabe virov, ne glede na to, ali gre za destinacijo, atrakcijo ali katera koli druga prostorsko definirana enota turistične panoge.

## Stopnje nosilne zmogljivosti
Raziskovalci so ugotovili, da obstajajo tri osnovne stopnje nosilne zmogljivosti, to so socialno-kulturni, ekološki in ekonomski.

### Socialno-kulturni
- se nanaša na odkrivanje vplivov na turizem, oceno, kako lahko na turizem negativno vplivajo, in kaj bi lahko o tem storili, da se tim vplivom izogibamo ne samo zaradi nas, ampak tudi zaradi prihodnjih generacij. Na podlagi trenutnih in pričakovanih vplivov na turizem lahko ti rezultati vodijo k politično usmerjenemu načrtovanju in usmeritvam za socialno-kulturni trajnostni turizem.

#### Ekološki
- se nanaša na zagotavljanje, da ljudje ne bodo povzročil okoljske škode, ki zmanjšujejo odpornost in naravne funkcije sistema.

##### Ekonomski
- se nanaša na to, da podjetja, ali kdor koli, povezan s turizmom, lahko donosno posluje.[2]

Trije elementi, ki so dosti pomembni za nosilno zmogljivost poleg socialno-kulturne, ekološke in ekonomske stopnje so:
1. Destinacija kot sistem
2. Zunanji in notranji vplivi
3. Akterji v turizmu.

Destinacija kot sistem ponuja celoten nabor orodij za upravljanje turizma, promocijo in izpolnitev z bazami podatkov o izdelkih, podjetjih in obiskovalcih. To nam omogoča, da lahko svoj cilj promoviramo na poljubnem številu različnih platform, vključno s spletom, digitalnim, klicnim centrom, kioskom, pametnimi napravami…
Primer zunanjih in notranjih vplivov je primer števila obiskovalcev. Vrste vplivov so nato lahko spremembe življenjskega standarda prebivalcev (npr. prometni zastoji, ki jih povzročajo obiskovalci, zvišanje cen v središču destinacije, dohodek iz delovnih mest, povezanih s turizmom v destinaciji) način spremljanja in spremljani kazalnik je (ne)zadovoljstvo prebivalcev, povezano z vplivom turizma na njihov življenjski standard. Mnoge študije danes govorijo o tem, kako se, če destinacije ne postanejo zelo priljubljene turistične destinacije, življenje lokalnega prebivalstva ne bi smelo spreminjati, to je, da destinacija, ki jo obiskujejo turisti, ne bi smela vplivati na cene hrane ali nastanitve, kakovost življenja... ljudi, ki tam živijo že odkar je destinacija postala priljubljena za turiste.
Akterji v turizmu so vsi tisti, ki sodelujejo (so vključeni) v turistično ponudbo. To so vlada, lokalno prebivalstvo in lokalna skupnost, potovalne agencije, organizatorji potovanj, dobavitelji, zaposleni, turisti in mnogi drugi. S svojo povezanostjo in skupnim delom prispevajo k temu, da turistična ponudba postane čim boljša in dostopna čim večjemu številu ljudi.

## Analiza nosilne zmogljivosti
Metoda analize nosilne zmogljivosti je ustrezna pomoč za preprečevanje nasičenosti turistične destinacije in tudi za izvajanje strategije trajnostnega razvoja turizma v regiji. Tisti, ki te analize ne uporabljajo, torej turistične dejavnosti, ki ne spoštujejo nosilne zmogljivosti regije, dolgoročno ogrožajo lasten razvoj in splošno preživetje ter tudi negativno vplivajo na celoten razvoj regije.
V postopku načrtovanja razvoja regije oziroma destinacije je treba najprej opredeliti ekonomske cilje, ki jih želimo doseči v načrtovanem obdobju za naslednje načrtovalno obdobje (npr. več delovnih mest, novi proizvodi in dejavnosti, večje število nočitev in ležišč ipd.). Sledi izdelava strategije za pomembnejše gospodarske sektorje v regiji (turizem, promet, industrija ipd.). Potem treba izdelati podrobnejšo prostorsko in ekološko analizo obravnavanega območja (študijo ranljivosti okolja) oziroma strateško presojo vplivov na okolje.
V tem postopku je treba upoštevati več korakov, kot so priprava, planiranje in izvajanje. (*med tretjo in četrto fazo se nahajajo celovit razvojni načrt, razvojni načrt za turizem in analiza nosilne zmogljivosti).

## Primer nosilne zmogljivosti v praksi
Dober primer turistične destinacije, kjer je nosilnost največji dejavnik, je del Velike Britanije, ki nosi ime po otoku Purbeck. Nosilnost tega dela poudarja vpliv na naravne vire, kot sta voda in odvoz odpadkov. Poudarek je na vplivu na lokalne prebivalce, gospodarstvo in proizvodne sisteme. Ta kraj je ena najpomembnejših turističnih destinacij. Ponuja edinstveno priložnost za gospodarsko rast z ustvarjanjem prihodkov, večino prihodka pa ustvarijo turisti, ki obiščejo to destinacijo.

## Študija ranjivosti okolja
Izdelavo študij ranljivosti okolja so narekovala načela Agende 21, ki je temeljila na izvajanju trajnostnega razvoja na državni in lokalni ravni. Izkazale so se uporabne pri izdelavi prostorskih planov občin in pri izdelavi presoj vplivov na okolje za večje posege v prostor. Poleg tega so koristna za pripravo okoljskih poročil in okoljskih programov tudi na nacionalni in lokalni ravni. Izkazalo se je, da so študije ranljivosti okolja primerne tudi kot podlaga za analize nosilne zmogljivosti in načrtovanje trajnostnega razvoja. Rezultate študije ranljivosti lahko soočamo s scenariji pri analizi nosilne zmogljivosti regije.